# Sermoyer
Sermoyer es una comuna francesa del departamento de Ain, en la región de Auvernia-Ródano-Alpes. Pertenece a la comunidad de comunas Bresse et Saône.

## Geografía
Se encuentra en el noroeste del departamento de Ain, cerca del límite con Saona y Loira, y en la confluencia de las regiones de Auvernia-Ródano-Alpes y Borgoña-Franco Condado.

## Demografía
| 552 | 526 | 458 | 515 | 522 | 545 | 637 | 675 |
| Para los censos de 1962 a 1999 la población legal corresponde a la población sin duplicidades (Fuente: INSEE [Consultar]) |     |     |     |     |     |     |     |